# Jeziorowice (wieś)
Jeziorowice – wieś w Polsce położona w województwie śląskim, w powiecie zawierciańskim, w gminie Żarnowiec.
Wieś królewska, położona była w drugiej połowie XVI wieku w powiecie lelowskim województwa krakowskiego, jej tenutariuszem w 1595 roku był Andrzej Potocki.
W latach 1954–1961 wieś należała i była siedzibą władz gromady Jeziorowice, po jej zniesieniu w gromadzie Otola. W latach 1975–1998 miejscowość administracyjnie należała do województwa katowickiego

## Nazwa
Nazwę miejscowości w zlatynizowanej staropolskiej formie Jezyorowycze villa wymienia w latach (1470–1480) Jan Długosz w księdze Liber beneficiorum dioecesis Cracoviensis.

## Historia
W XV wieku była to wieś królewska wzmiankowana przez Długosza, należąca do parafii Żarnowiec. W początkach XVI wieku źródła wymieniają w Jeziorowicach 7. kmieci. W 1627 w wyniku szalejącej wówczas zarazy we wsi było 3. kmieci. Około 1650 wieś została oddana w zastaw. Według lustracji z 1660 powstało tu wydzielone ze starostwa żarnowieckiego, starostwo niegrodowe jeziorowickie wraz z folwarkiem i przyległościami w województwie krakowskim, powiecie lelowskim. W 1771 Jeziorowice były e posiadaniu Antoniego Sikorskiego, miecznika chęciński. W latach 1773–1775 na sejmie warszawskim Rzeczypospolitej, udzielono Sikorskiemu na 40 lat w posiadanie starostwo jeziorowickie, za wykonanie przez niego melioracji za sumę 40 000 zł z warunkiem, że nie ustąpi z tej posiadłości wcześniej niż Skarb Rzeczypospolitej wypłaci mu rzeczoną sumę. W XIX wieku Jeziorowice wraz z folwarkiem należącym do dóbr Małoszyce zostały wcielone do majoratu Żarnowiec. Za czasów Królestwa Polskiego Małoszyce, Otola i Jeziorowice złączono w jedną całość, pod nazwą Dobra Małoszyce i nadano w 1877 generałowi Fejchtnerowi. W 1906 Jeziorowice zaliczane dotychczas do parafii pw. św. Wojciecha w Łanach Wielkich, włączono do parafii Rokitno. W roku tym w spisach wykazano 57 gospodarstw i 44 domy. W 1988 w Jeziorowicach było 50 domów.
W XV–XVI wieku we wsi istniała karczma, a w XVIII – przełom XIX/XX wieku szkoła i folwark.

### Wykaz ludności na przestrzeni dziejów
Wykaz na podstawie danych z gminy Żarnowiec.
| Lata | Ilość domów | Ludność ogółem |
| ---- | ----------- | -------------- |
| 1789 | 31          | 166            |
| 1790 | 30          | –              |
| 1791 | 33          | 197            |
| 1906 | 44          | –              |
| 1988 | 50          | –              |
| 1990 | –           | 197            |
| 2000 | –           | 247            |
| 2008 | –           | 236            |
| 2009 | –           | 233            |

## Galeria zdjęć

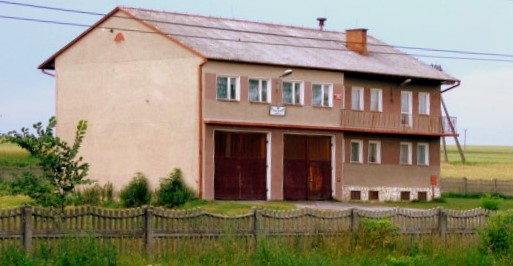
OSP w Jeziorowicach
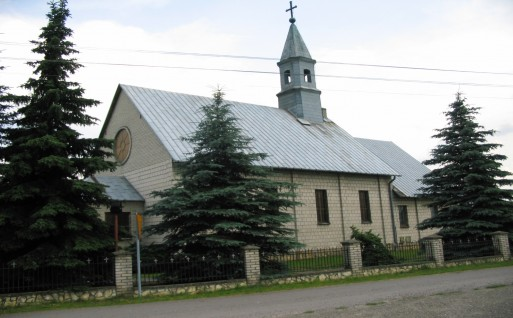
Kaplica
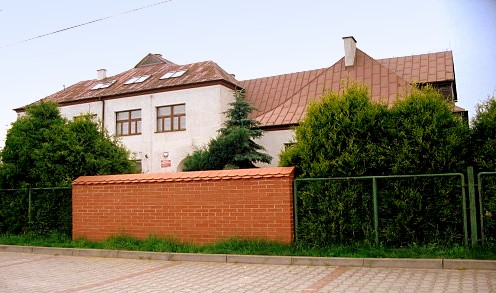
Ośrodek Szkoleniowo-Wypoczynkowy w Jeziorowicach